# Skellefteå kommunvapen

Stiliserad teckning av kommunvapnet. Vapnet står för Skellefteås guldfyndigheter och vattenkraft.

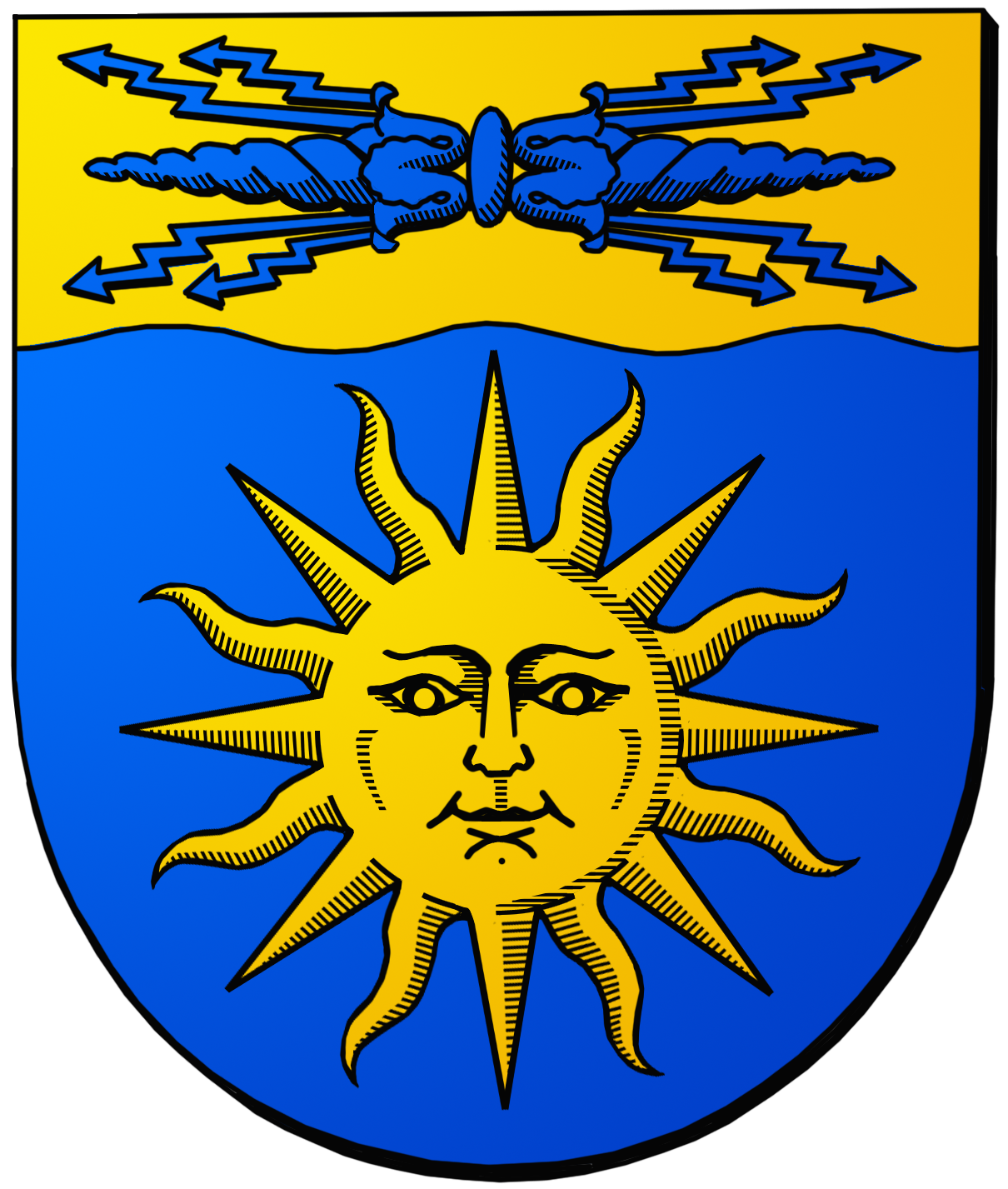
Alternativ teckning av kommunens vapen.

Skellefteå kommunvapen skapades för Skellefteå stad 1944 och övertogs oförändrat för Skellefteå kommun sedan den hade bildats på 1970-talet. Registrering av vapnet skedde dock först 1988.

## Blasonering
Blasonering: I blått fält en gyllene sol och däröver en genom vågskura bildad gyllene ginstam belagd med en blå antik blixt.

## Bakgrund

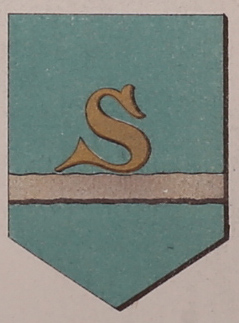
Skellefteå kommunvapen enligt Liljeblad 1878

Skellefteå blev stad 1845 men fick inget vapen i samband med denna upphöjelse. Därför användes från början ett S, stadens initial, i stadens sigill, något som även socknen hade gjort innan staden grundades. Staden satte så småningom S:et i en sköld. Bokstäver passar inte så bra i vapen, så när man inför stadens hundraårsjubileum kontaktade Riksheraldikerämbetet, utarbetades i stället det vapen som ännu används. Den 26 maj 1944 kunde Kungl. Maj:t (regeringen) således fastställa stadens vapen enligt ovanstående blasonering. Solen är en symbol för guld och står därför i vapnet för Bolidens guldfyndigheter, vågskuran representerar Skellefte älv och blixten syftar på den kraft som utvinns ur älven.
När Skellefteå kommun bildades med sin nuvarande utsträckning, en utveckling som började redan 1967 med att flera landskommuner inkorporerades i staden och var färdig 1974 genom sammanläggning med Burträsk och Lövånger kommuner, förlorade flera kommunvapen sin giltighet. Det dröjde sedan ända till 1988 innan kommunen registrerade stadens vapen som sitt. Det var det äldsta vapnet, och också vapen för den namngivande enheten (även om Skellefteå landskommun hade ett annat vapen som var nästan lika gammalt).

## Vapen för tidigare kommuner inom nuvarande kommun

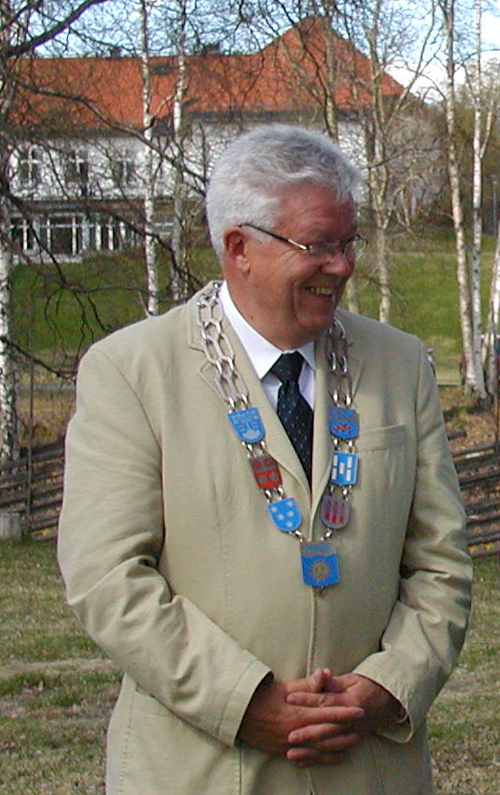
Kommunfullmäktiges ordförande Jan-Anders Melander (s) med borgmästarkedjan. Kedjan visar, förutom det gällande kommunvapnet, även tidigare kommunvapen: Lövånger, Skellefteå landskommun, Bureå, Byske, Jörn och Burträsk. Dock inte Burträsk municipalsamhälle. Kyrkholmen, Skellefteå. I bakgrunden Skellefteå landsförsamlings församlingshem.

### Bureå
Bureå landskommun bildades 1914 och fick sitt vapen fastställt av Kungl. Maj:t den 30 juni 1960: "I blått fem sexuddiga stjärnor av guld, ordnade i form av en störtad sparre." Vapnet tog upp samma bild som släkten Bure, bördig från socknen, har i sitt vapen.

### Burträsks landskommun
Vapnet fastställdes för Burträsks landskommun av Kungl. Maj:t den 27 november 1959 med följande blasonering: "Medelst en vågskura delad av silver, vari en yxa och en spade i kors, båda blå, och blått, vari två korslagda braxar av silver med röd beväring, därest dylik skall komma till användning." Yxa och spade står för jord- respektive skogsbruk, vågskuran för de många vattendragen och braxnarna är hämtade från Burträsks sockens sigill. Vapnet upphörde vid sammanläggningen med Skellefteå årsskiftet 1973/74.

### Burträsks municipalsamhälle
Inom Burträsks landskommun fanns 1930-1961 ett municipalsamhälle med samma namn som landskommunen, men med ett helt annat vapen, som fastställdes den 14 februari 1947 av Kungl. Maj:t. Blasoneringen löd: "I fält av silver en blå bjälke, belagd med tre femuddiga stjärnor av silver, samt åtföljd ovanför av en liggande bäver och nedanför av en fisk, båda blå med beväring av guld." Bjälken med stjärnor är tagen från vapnet för landshövding G.E. Edelstam, som grundade egendomen Edelvik. Bävern står för ortnamnets förled och fisken är tagen från sigillet för Burträsks tingslag, där en gös förekommer. Vapnet miste sin giltighet när municipalsamhället upplöstes.

### Byske
För Byske landskommun fastställde Kungl. Maj:t den 25 juli 1963 ett vapen med blasoneringen: "I fält av silver tre bjälkvis ordnade, röda nätnålar." Nätnålarna står för fiske och är som vapenbild tämligen originellt. Byske uppgick i staden Skellefteå vid årsskiftet 1966/67 och vapnet förlorade därmed sin giltighet.

### Jörn
Jörns landskommuns vapen fastställdes av Kungl. Maj:t den 3 november 1950 sålunda: "I blått fält fem stockar av guld, ordnade 2, 1, 2 och stolpvis ställda." Vapnet skall symbolisera flottning på Skellefte och Byske älvar. Det upphörde när Jörn inkorporerades i Skellefteå stad vid årsskiftet 1966/67.

### Lövånger
Lövångers kommuns vapen fastställdes aldrig av Kungl. Maj:t och var således inte juridiskt skyddat, det antogs av landskommunen i juni 1959 och användes sedan fram tills kommunen upphörde med sammanläggningen med Skellefteå vid årsskiftet 1973/74. Blasonering: "I blått fält ett från ett svävande treberg uppväxande vinträd med röda druvklasar och åtföljd på vardera sidan av två mot trädets stam vända, bjälkvis ställda och stolpvis ordnade fiskar med röda fenor, allt av silver." Vapnet komponerades av Svenska Kommunalheraldiska Institutet och hämtade sitt motiv från Lövångers sockens sigill, där ett träd uppväxer från mark i vatten och omges av fiskar. Tinkturerna är hämtade från Västerbottens landskapsvapen.

### Skellefteå landskommun
Skellefteå landskommuns vapen fastställdes av Kungl. Maj:t den 17 november 1944, med följande blasonering: "Medelst en vågskura delad av silver, vari två bjälkvis ordnade röda rosor, och rött, vari två bjälkvis ordnade rosor av silver." Rosor fanns i Skellefteå sockens sigill från 1722. Vapnet upphörde när landskommunen uppgick i staden vid årsskiftet 1966/67.

Tidigare kommunvapen
Bureå landskommun (1960-1966)
Burträsks landskommun (1947-1970) Burträsks kommun (1971-1973)
Burträsks municipalsamhälle (1947-1961)
Byske landskommun (1963-1966)
Jörns landskommun (1950-1966)
Lövångers landskommun (1959-1970) Lövångers kommun (1971-1973)
Skellefteå landskommun (1944-1966)